# Корчмару, Ион Фёдорович
Ион Фёдорович Корчмару (рум. Ion Corcimaru; 22 мая 1938 — 23 октября 2022) — профессор, доктор медицинских наук, заведующий кафедрой гематологии, онкологии и полевой терапии Государственного университета медицины и фармакологии имени Николая Тестемицану, член-корреспондент Академии наук Молдавии (1995).
Родился 22 мая 1938 года в селе Барабой Рышканского района в крестьянской семье.
В 1961 году окончил с отличием лечебный факультет Кишиневского государственного медицинского института.
Работал врачом (1961—1962), главным врачом (1962—1963) окружной больницы в селе Пыржота Рышканского района.
В 1963—1966 гг. аспирант Центрального института гематологии и переливания крови Минздрава СССР, Москва. В 1966 г. защитил кандидатскую диссертацию «Вопросы клиники и патогенеза пароксизмальной ночной гемоглобинурии (болезни Маркиафава-Микели)».
После окончания аспирантуры работал в Институте онкологии АН Молдавской ССР старшим научным сотрудником (1966—1969), учёным секретарем (1969—1974), заведующим отделением гематологии (1975—1991). Был организатором Гематологического центра Института онкологии.
В 1988 году во Всесоюзном гематологическом научном центре в Москве защитил докторскую диссертацию «Клинический патоморфоз неходжкинских лимфом».
В 1991 году по его инициативе в Государственном университете медицины и фармации имени Николая Тестемицану была основана кафедра гематологии и полевой терапии, возглавлял её до 1994 года. Затем, после объединения двух кафедр — заведующий кафедрой гематологии, онкологии и полевой терапии (1994—2014). С 2014 г. профессор той же кафедры.
Основные направления научной деятельности: организация гематологической службы, первичная и вторичная профилактика патологий кроветворной системы, подготовка кадров.
Член-корреспондент Академии наук Молдовы (1995).
Лауреат Государственной премии Молдовы 2008 года за цикл работ «Новые технологии борьбы с раком».
Автор более 300 публикаций (статьи, методические рекомендации, патенты на изобретения), в том числе 7 монографий и 5 методических рекомендаций для врачей. Выступал с докладами на многих национальных и международных научных симпозиумах и конференциях.
За заслуги в научной и педагогической деятельности награждён нагрудным знаком «Отличник здравоохранения» (1973), орденом Трудового Красного Знамени (1976), орденом «Трудовая Слава» (1999).
Сочинения:
- Диагностика лимфаденопатий / И. А. Яковлева, И. Ф. Корчмару, Н. И. Богданская; Отв. ред. Г. Д. Кощуг. - Кишинев : Штиинца, 1984. - 168 с. : ил.; 20 см.
- Цитологическая диагностика предопухолевых процессов и злокачественных новообразований [Текст] / [И. М. Лазарев, Э. Р. Ботнарь, М. Н. Пинская, И. Ф. Корчмару] ; Под ред. засл. деят. науки МССР, д-ра мед. наук, проф. И. А. Яковлевой ; Молд. науч.-исслед. ин-т онкологии. - Кишинев : Штиинца, 1976. - 184 с. : ил.; 20 см.